# Ejury Károly (ügyvéd)
Szunyogdi idősebb Ejury Károly (Pozsony, 1804. augusztus 2. – Pozsony, 1884. január 24.) ügyvéd, országgyűlési követ.

## Élete
A pozsonyi jogakadémián végezte tanulmányait, ügyvédi oklevelet nyert, mire Zichy Ferenc gróf kinevezte titkárának, s ezért többször Bécsben is tartózkodott; 1835 előtt gyakorló ügyvéd lett Pozsonyban, 1842-ben pedig váltójegyző; 1843-ban mint absentium ablegatus herceg Lobkowicz Ferdinándot képviselte az országgyűlésen. 1847-ben mint Szentgyörgy városának tiszti ügyésze tagja volt az István nádor-főherceget az ország határán üdvözlő küldöttségnek. 1848-ban mint lovas-nemzetőr szolgált. 1840-től 1850-ig a Walterskirchen Vilmos báró elnöksége alatt működött szegényeket segélyző egylet actuariusa és más humanitárius egyletnek is elnöke volt. 1861-ben pozsonyvárosi alkotmányos tanácsnokká választatott; a provisorium beálltával hivataláról visszalépett. 1867-től haláláig a pozsony városi országos balpárt egyik mérsékelt vezéregyénisége volt.
Fiai Ejury Gyula ügyvéd és ifjabb Ejury Károly.

## Művei
- Legszükségesebb tudnivaló a magyar váltójogból. Pozsony, 1842.